# Desmond C. Derbyshire
Desmond Cyril Derbyshire (* 10. September 1924 in Durham, North East England, Vereinigtes Königreich; † 19. Dezember 2007) war ein  Linguist, der auf die Karibischen Sprachen spezialisiert war.
Bekannt ist er durch seine Arbeiten über die Sprache Hixkaryána, welche berühmt für ihre Wortstellung ist.

## Werke (Auswahl)
- Word order universals and the existence of OVS language, 1977
- Hixkaryana Syntax, 1979 University of London
- Hixkaryana and Linguistic Typology, Summer Institute of Linguistics, Dallas 1985, ISBN 978-0883120828
- Handbook of Amazonian Languages Volume 2,  ISBN 978-3110114959

## Referenzen
- Pullum, Geoffrey K., Obituary: Desmond Derbyshire (1924-2007), 3. Januar 2008, LINGUIST List.

| Personendaten    | Personendaten                                      |
| ---------------- | -------------------------------------------------- |
| NAME             | Derbyshire, Desmond C.                             |
| ALTERNATIVNAMEN  | Derbyshire, Desmond Cyril (vollständiger Name)     |
| KURZBESCHREIBUNG | britischer Linguist                                |
| GEBURTSDATUM     | 10. September 1924                                 |
| GEBURTSORT       | Durham, North East England, Vereinigtes Königreich |
| STERBEDATUM      | 19. Dezember 2007                                  |